# André Volten

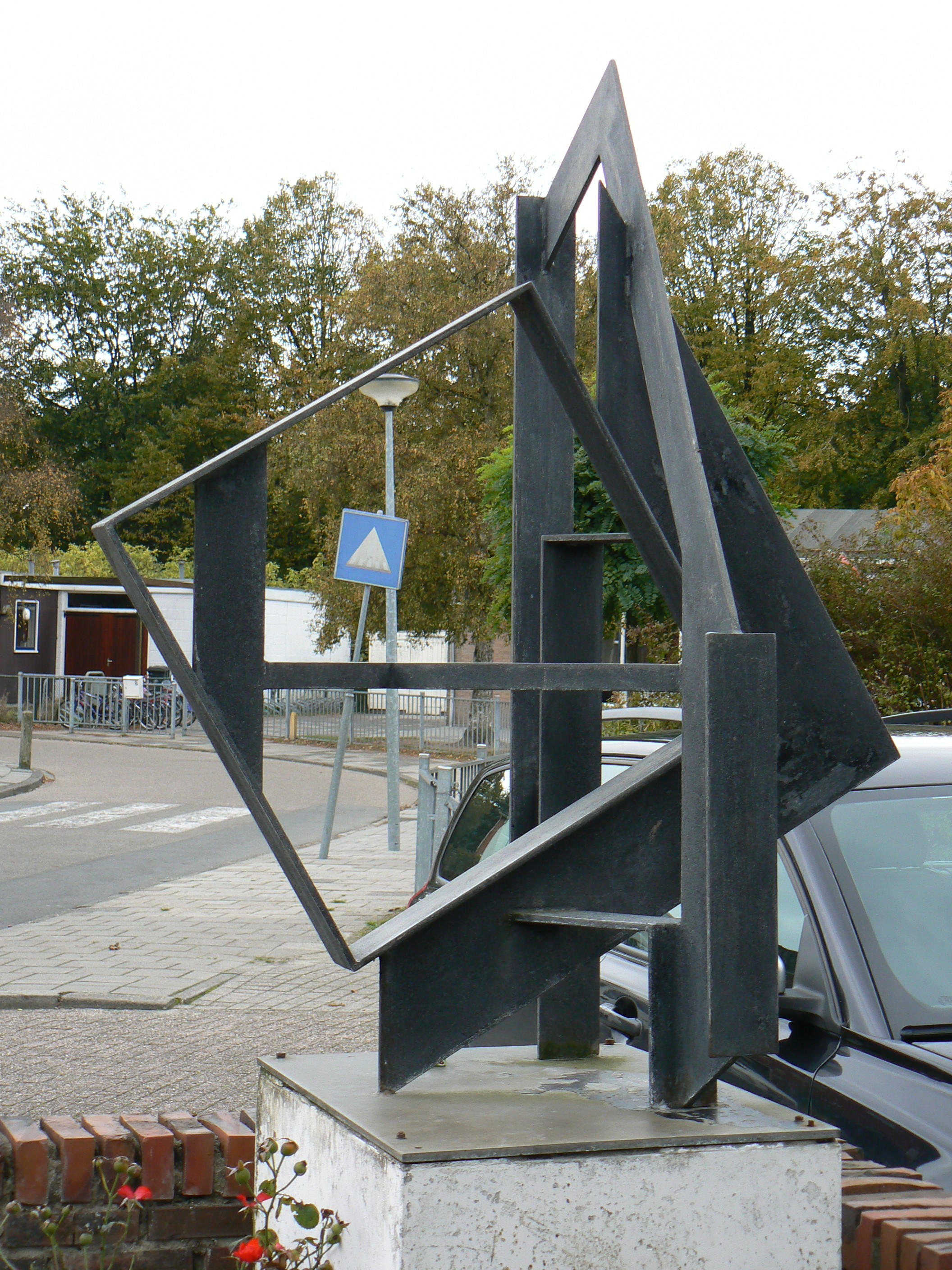
Utan titel, 1955, i Uithuizen

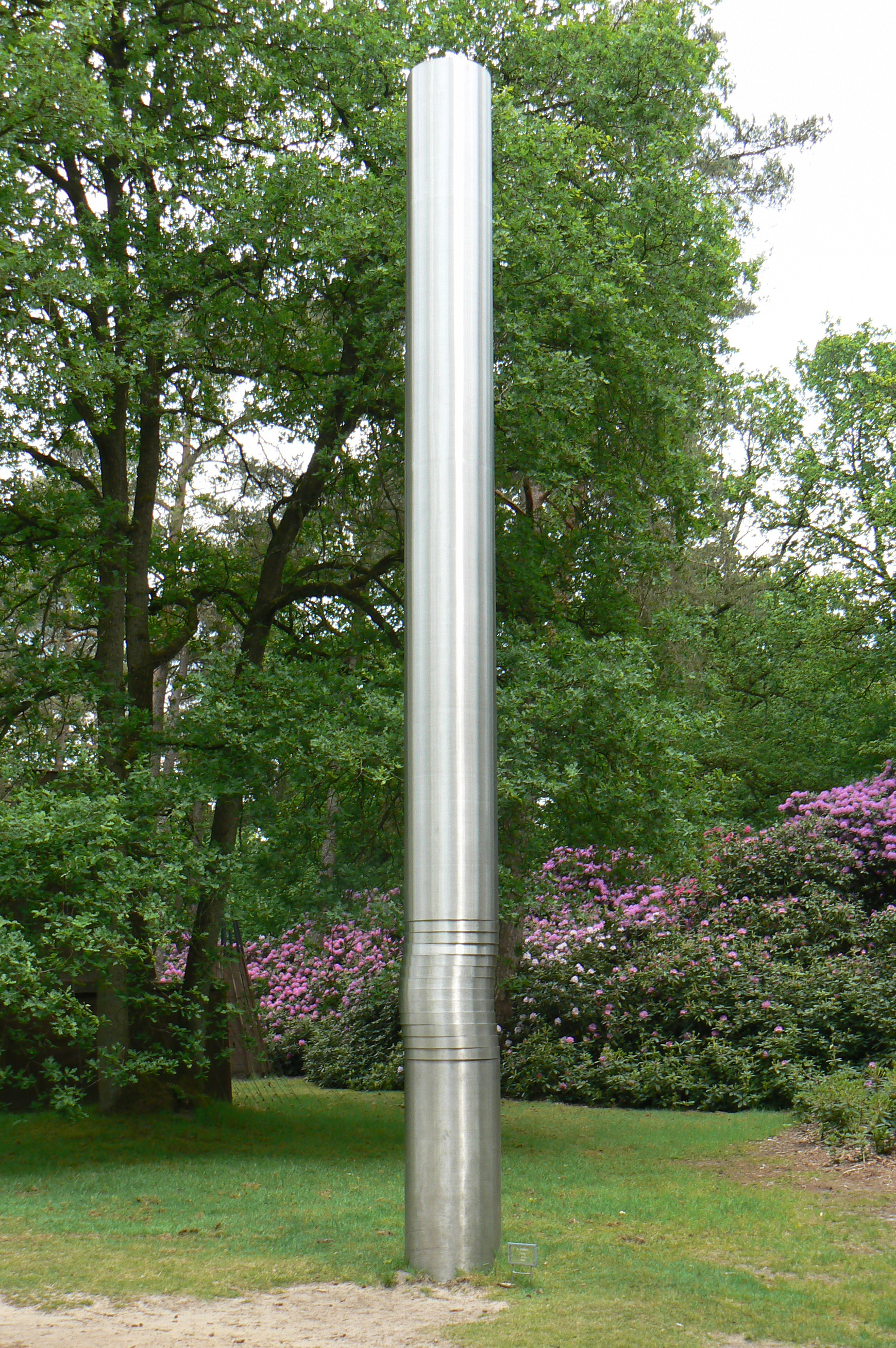
Kolonn vid Kröller-Müller Museum

André Theo Aart Volten, född 19 mars 1925 i Andijk i Nederländerna, död 5 september 2002 i Amsterdam, var en nederländsk skulptör.
André Volten utbildade sig under en kort period vid Instituut voor Kunstnijverheidsonderwijs (Institutet för tillämpad konst)  i Amsterdam och 1946-50 i Bryssel, där han genom vänskap med bland andra Josef Ongenae utvecklade ett intresse för abstrakt konst. 
I Amsterdam från 1950 arbetade han också som svetsare vid ett skeppsvarv. Han var från 1953 med i en grupp skulptörer som 
engagerade sig för konstens roll i det offentliga rummet. År 1954 var han en av grundarna av konstnärsgruppen Liga Nieuw Beelden (ungefär Föreningen Nya bilden). Från slutet av 1960-talet arbetade han främst i stål, ofta corténstål, och också med granit.

## Verk i urval
- Utan titel, 1955, Uithuizen, Eemsmond kommun
- Utan titel , 1961, Museum Boijmans Van Beuningens skulpturpark i Rotterdam
- DIN 20, 1963, Enschede centrum
- Konstruktion, 1963, utanför ArtEZ, Academie voor beeldende kunsten i Arnhem
- De Moderne Stad, 1965, Bezuidenhoutseweg i Haag
- Utan titel, 1966, ursprungligen vid Winterdijkskolan, senare nära Groenskolan vid Prinstererlaan i Gouda
- Konstruktion i DIN 2.0, 1966, Siegerpark i Amsterdam
- Böjd skärm, 1968, Gorecht Oost i Hoogezand-Sappemeer
- Konstruktion I-BEANS DIN 30, 1969, Sloterpark i Amsterdam
- Utan titel, 1969 i Deventer
- Väggskulptur, 1971, Sporthallen på Duke Ellingtonstraat i Delft
- Kolonn, 1970, polishuset i Groningen
- Kolonn, 1970, Roetersstraat i Amsterdam
- Fyra former i granit, 1978, J.M. den Uylstraat i Amsterdam
- Utan titel, 1986, Stadshuset/Musikteatern i Amsterdam
- Symbol för gästfrihet, 1990, Stationsplein i Lelystad
- Utan titel, 1995, Minervalaan i Amsterdam)
- Utan titel, 1996, Distelweg i Amsterdam-Noord
- Luftbrunnen, 1973/74 Skulpturstråket Mannheim Congrescentrum Rosengarten i Mannheim
- Skulptur für eine Ebene, 1977 i Lehmbruck-Museums skulpturpark i Duisburg
- Utan titel, 1978, Europeiska patentorganisationen i München
- Fontän, 1983, Brunnenmeile Duisburg, i Duisburg

## Bildgalleri

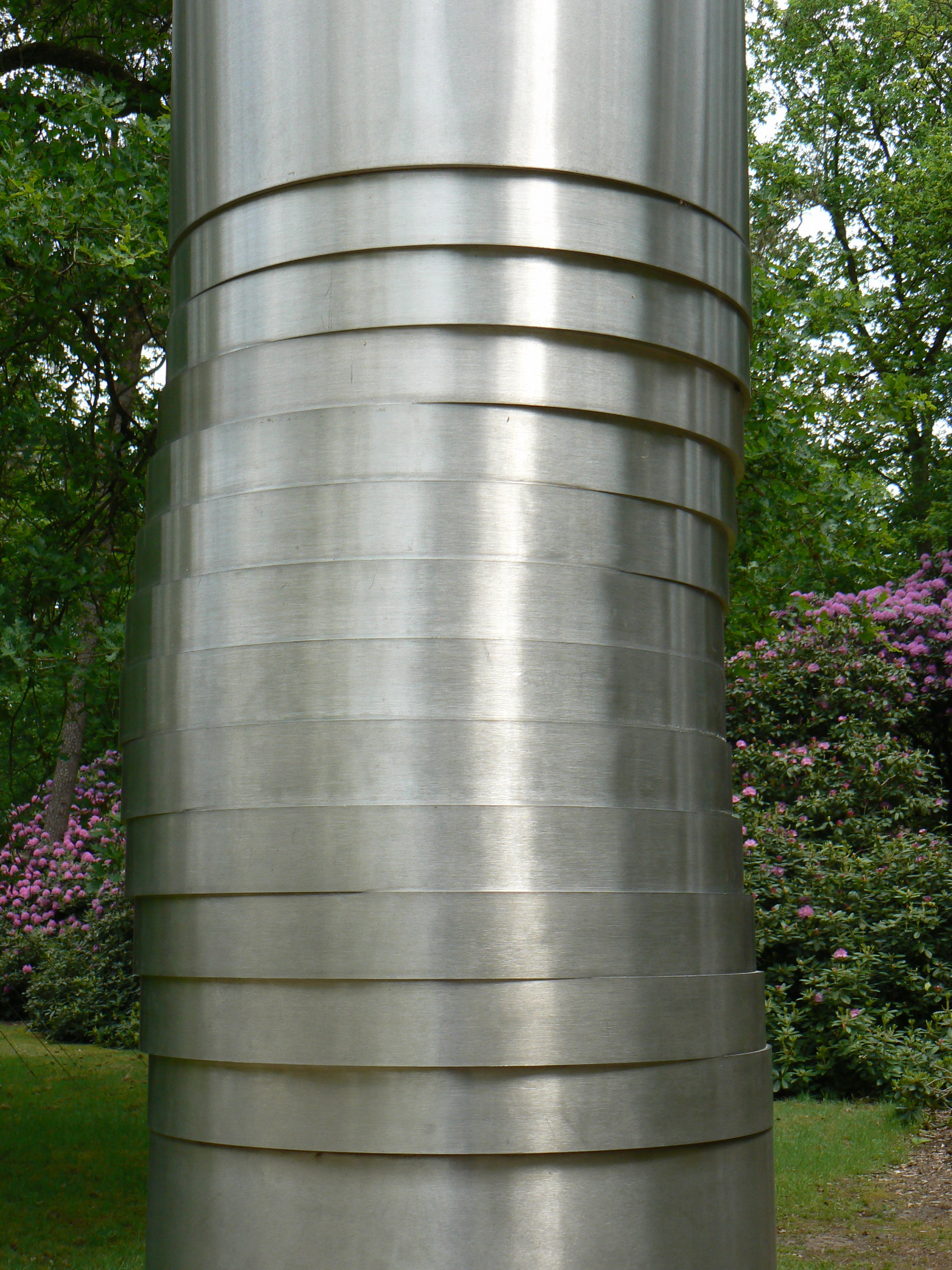
Kolonn, detalj, Kröller-Müllermuseets skulpturpark
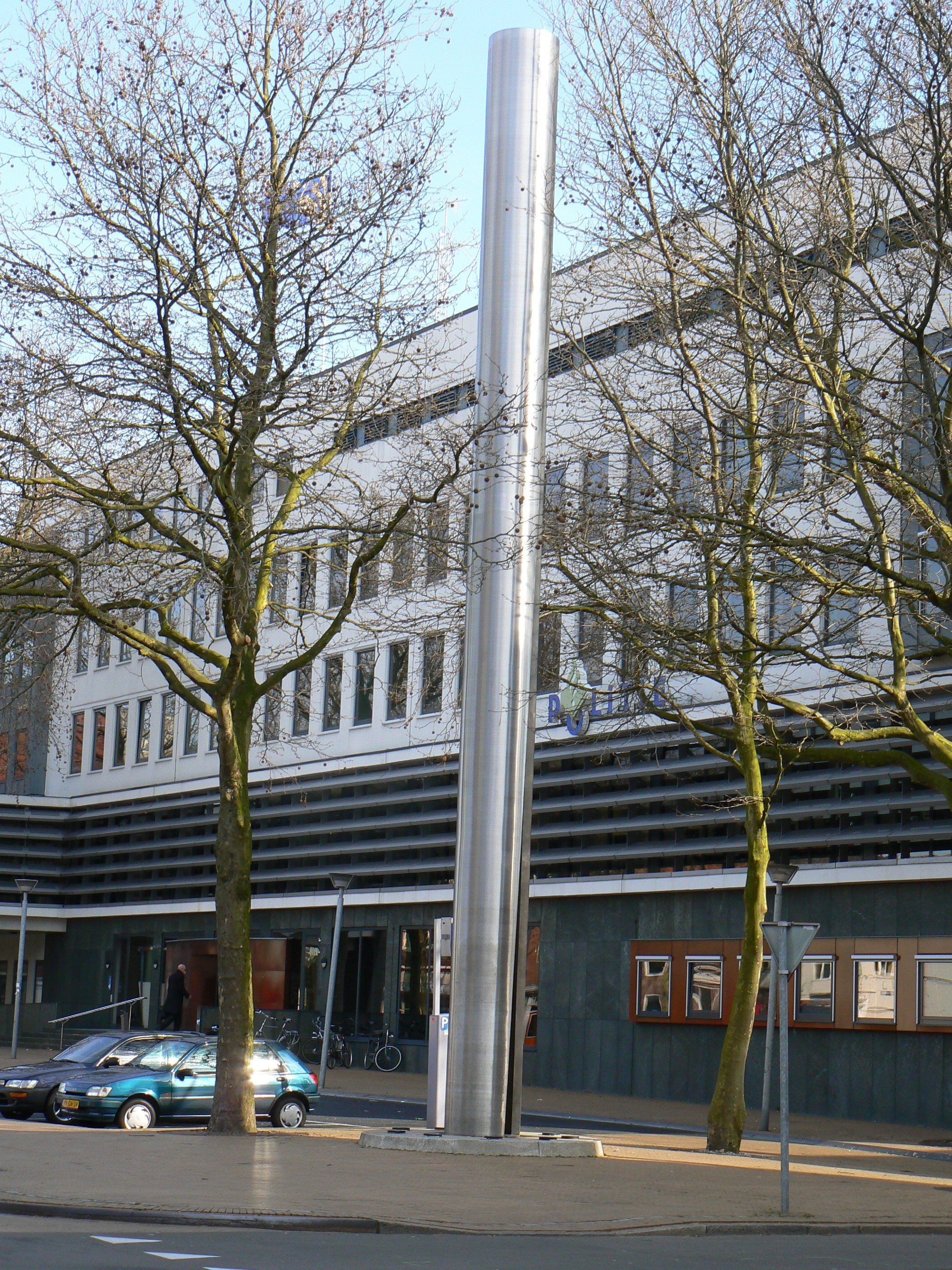
Kolonn i Groningen
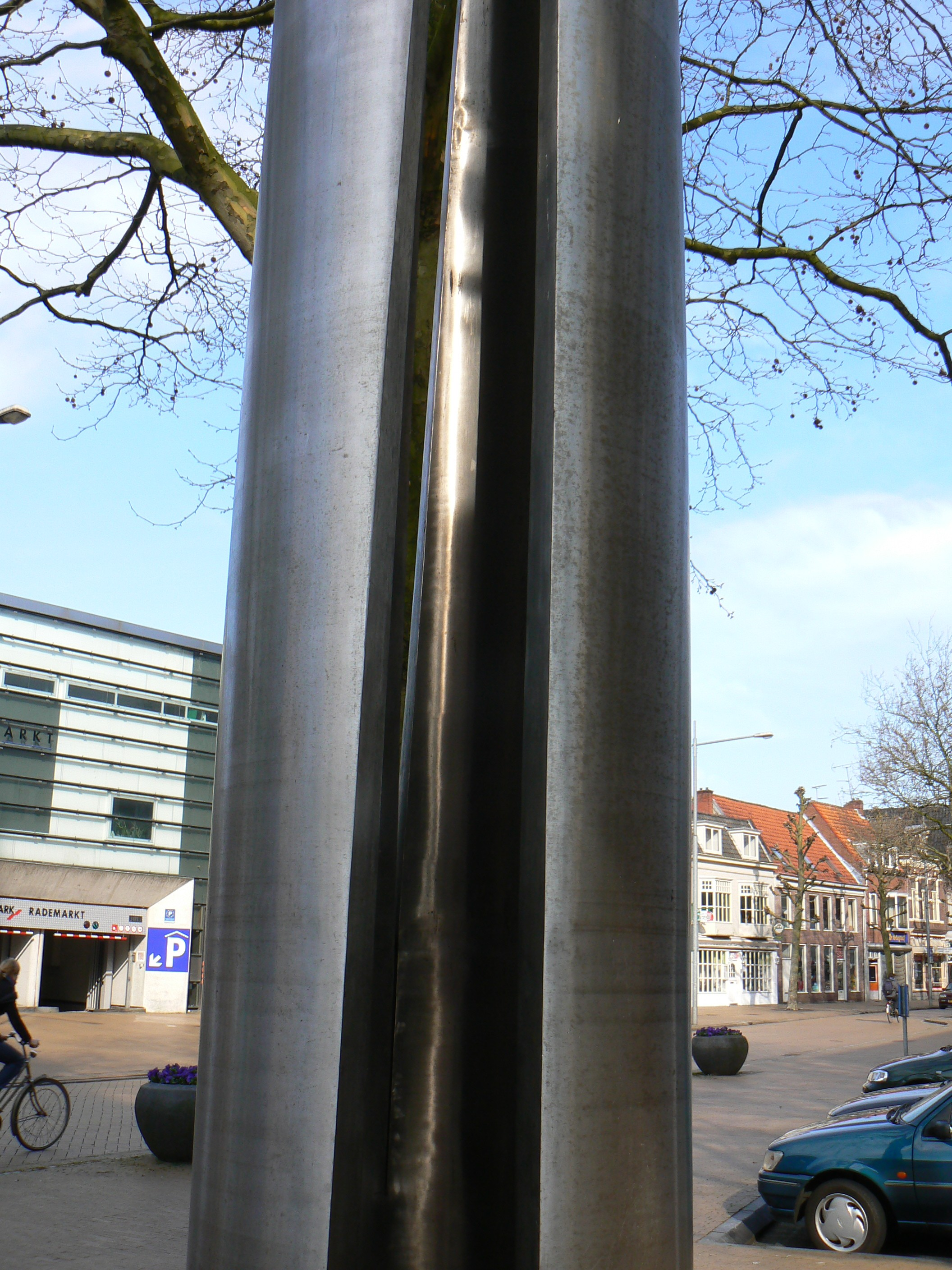
Kolonn, detalj, Groningen
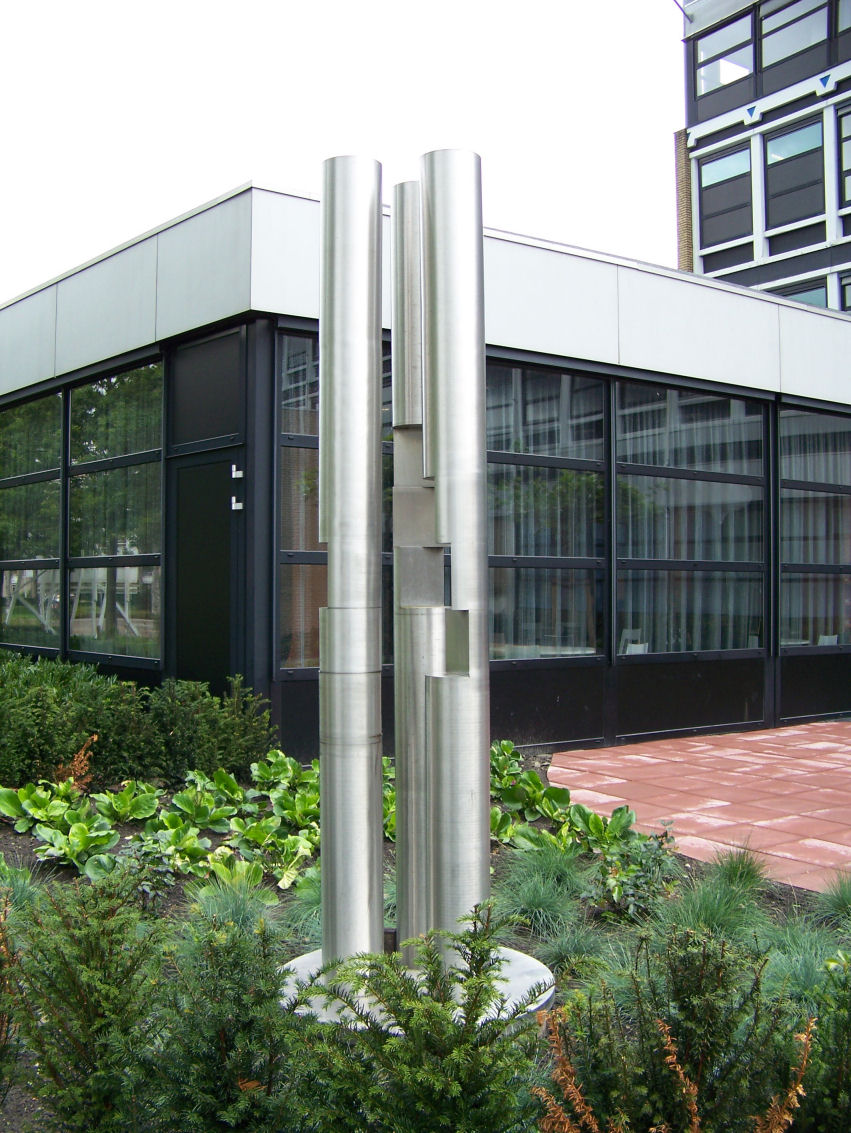
Tre kolonner i Drachten
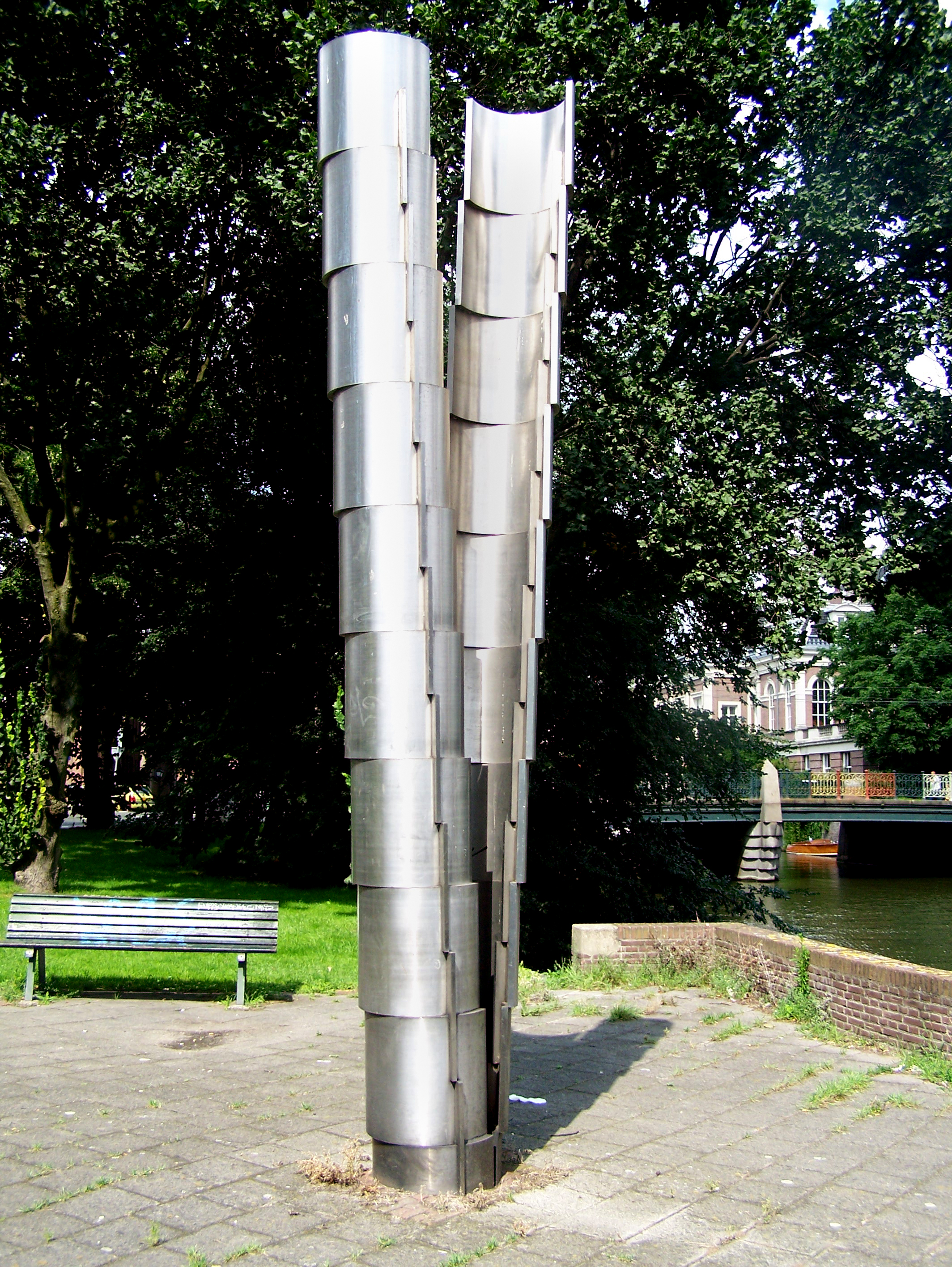
Kolonn i Amsterdam
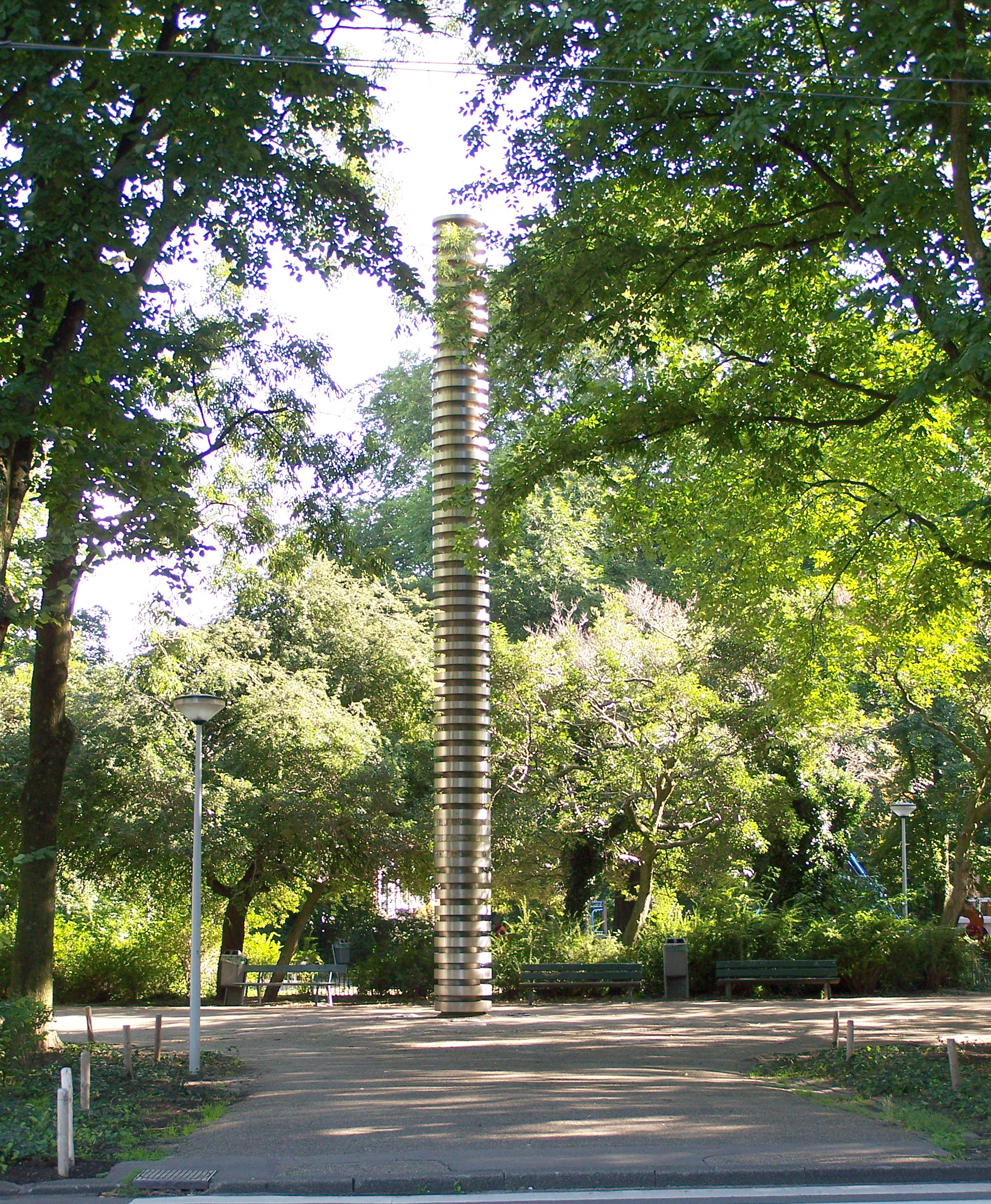
Monument voor Anthony Winkler Prins i Amsterdam
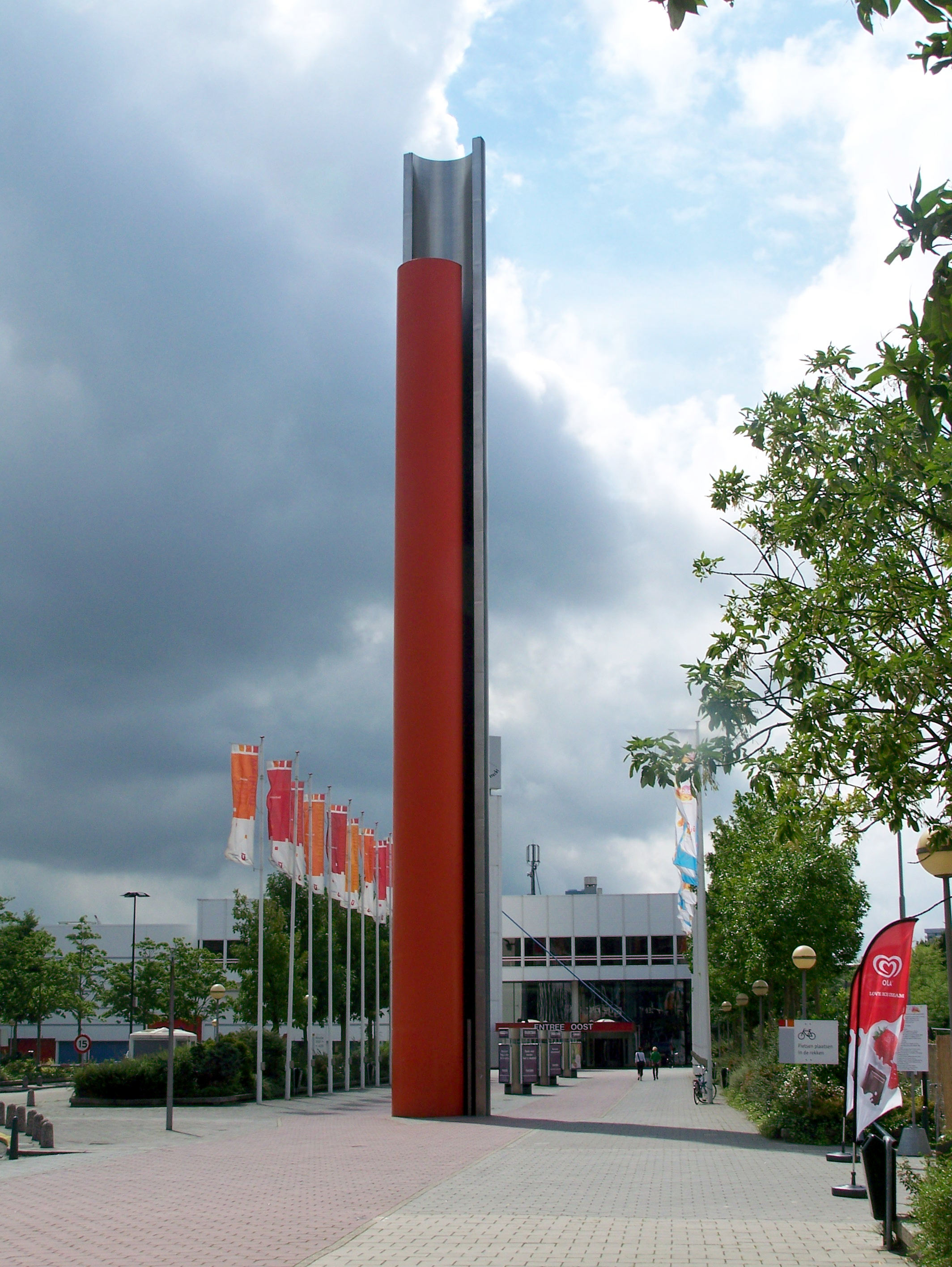
Kolonn Jaarbeurscomplex i Utrecht
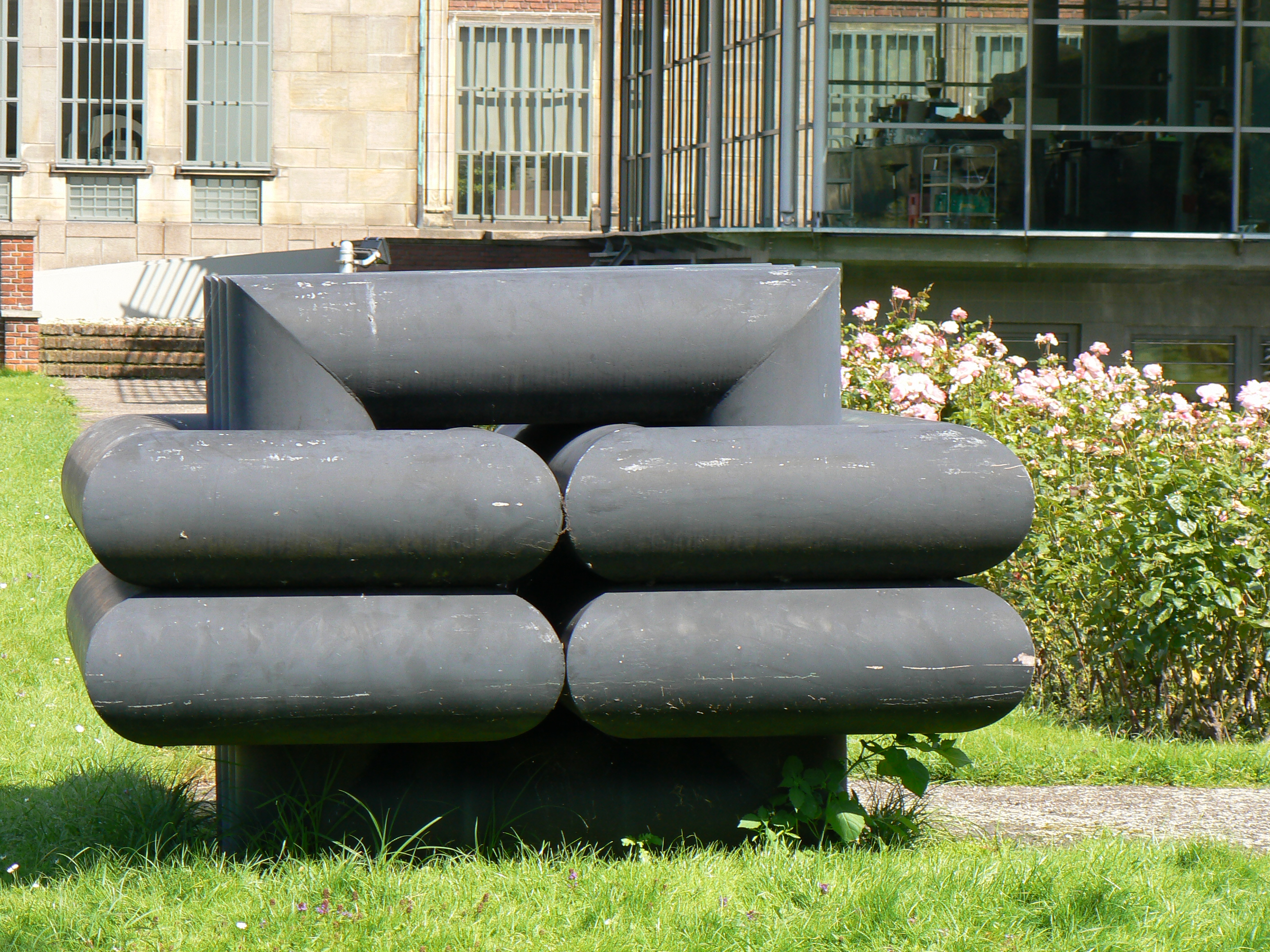
Utan titel i Rotterdam
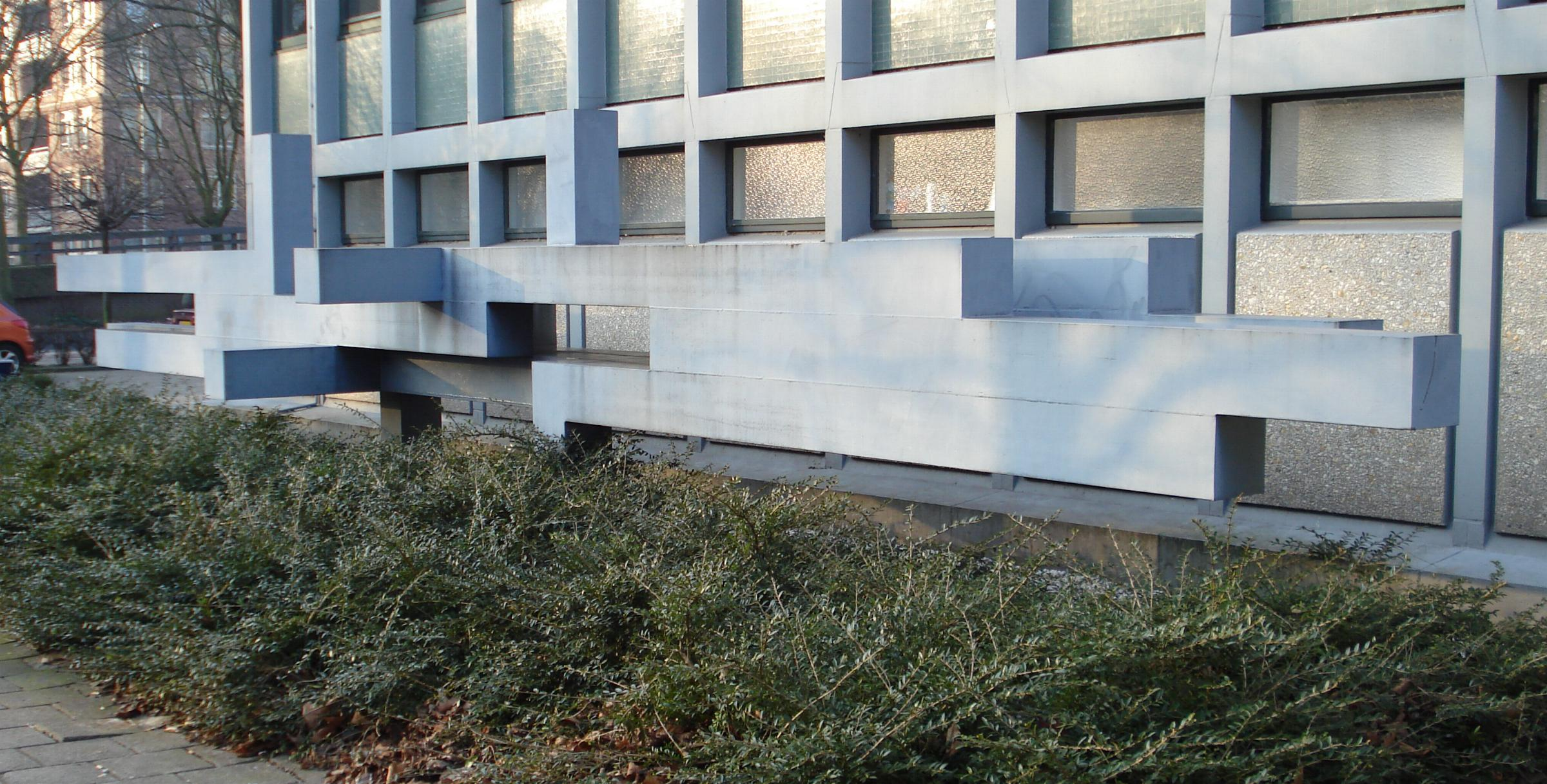
Konstruktion,  Koninklijk Marialaan i Haag
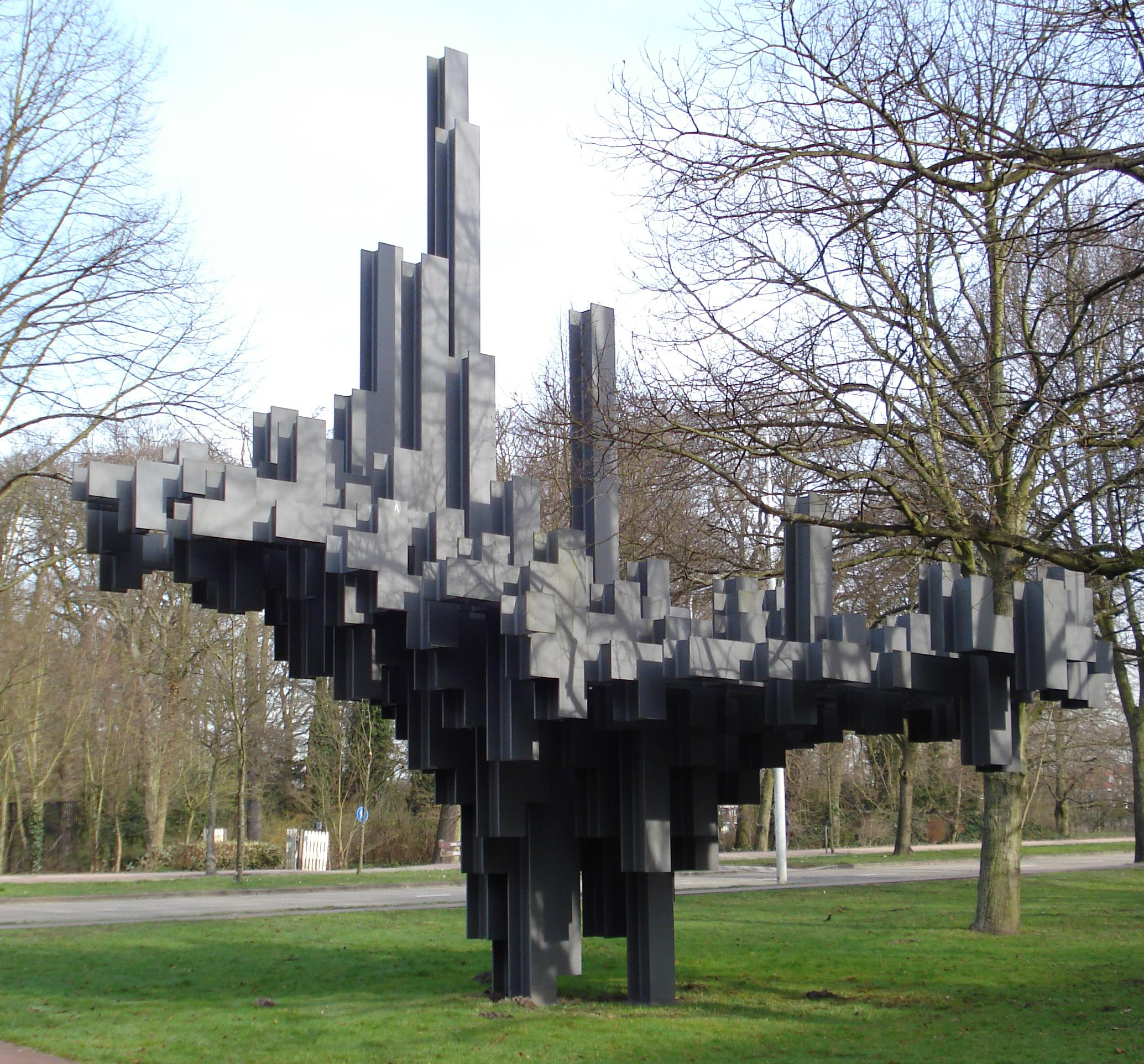
Moderne Stad vid Bezuidenhoutseweg i Haag
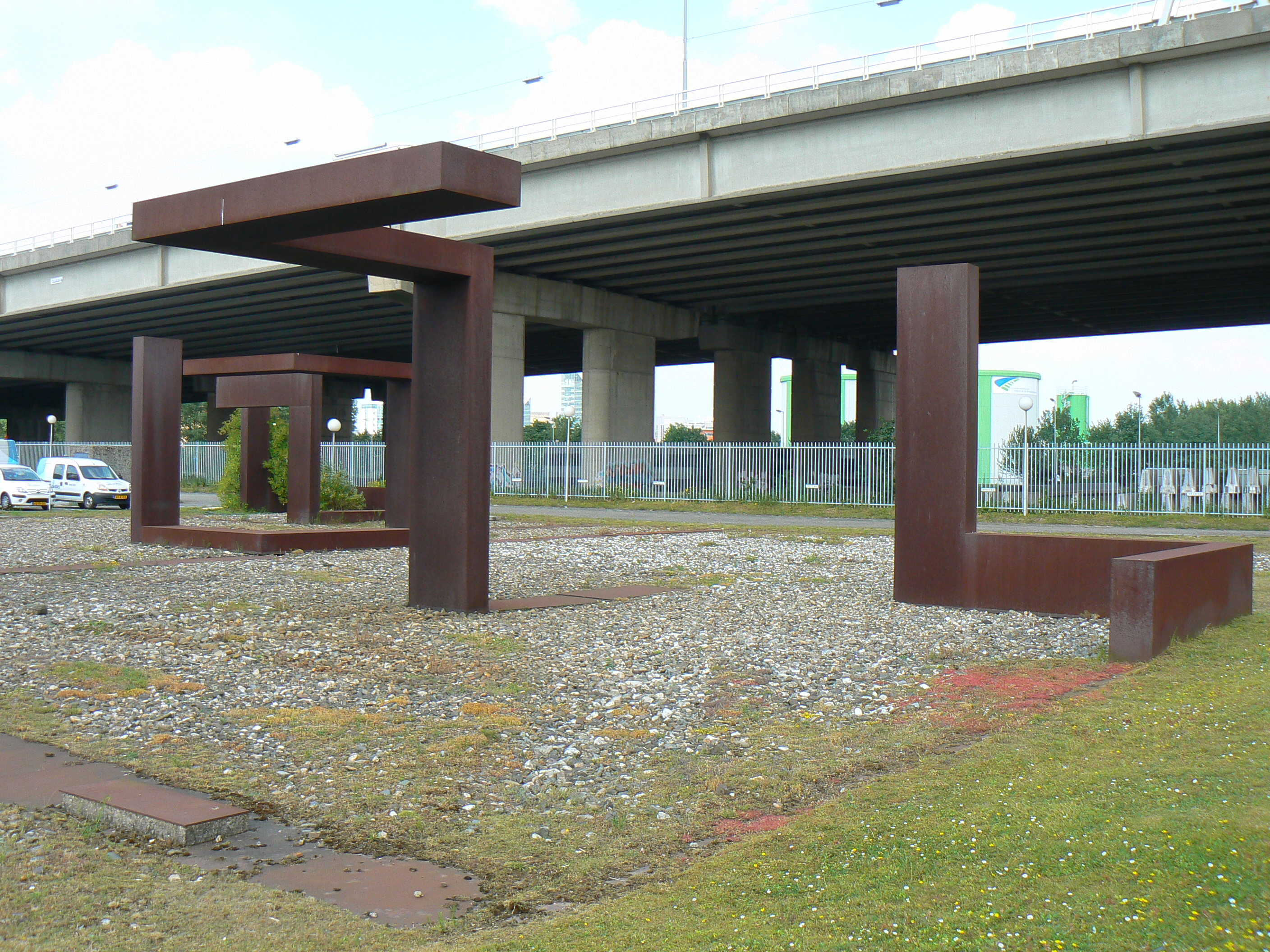
Acht elementen i Kralingen i Rotterdam
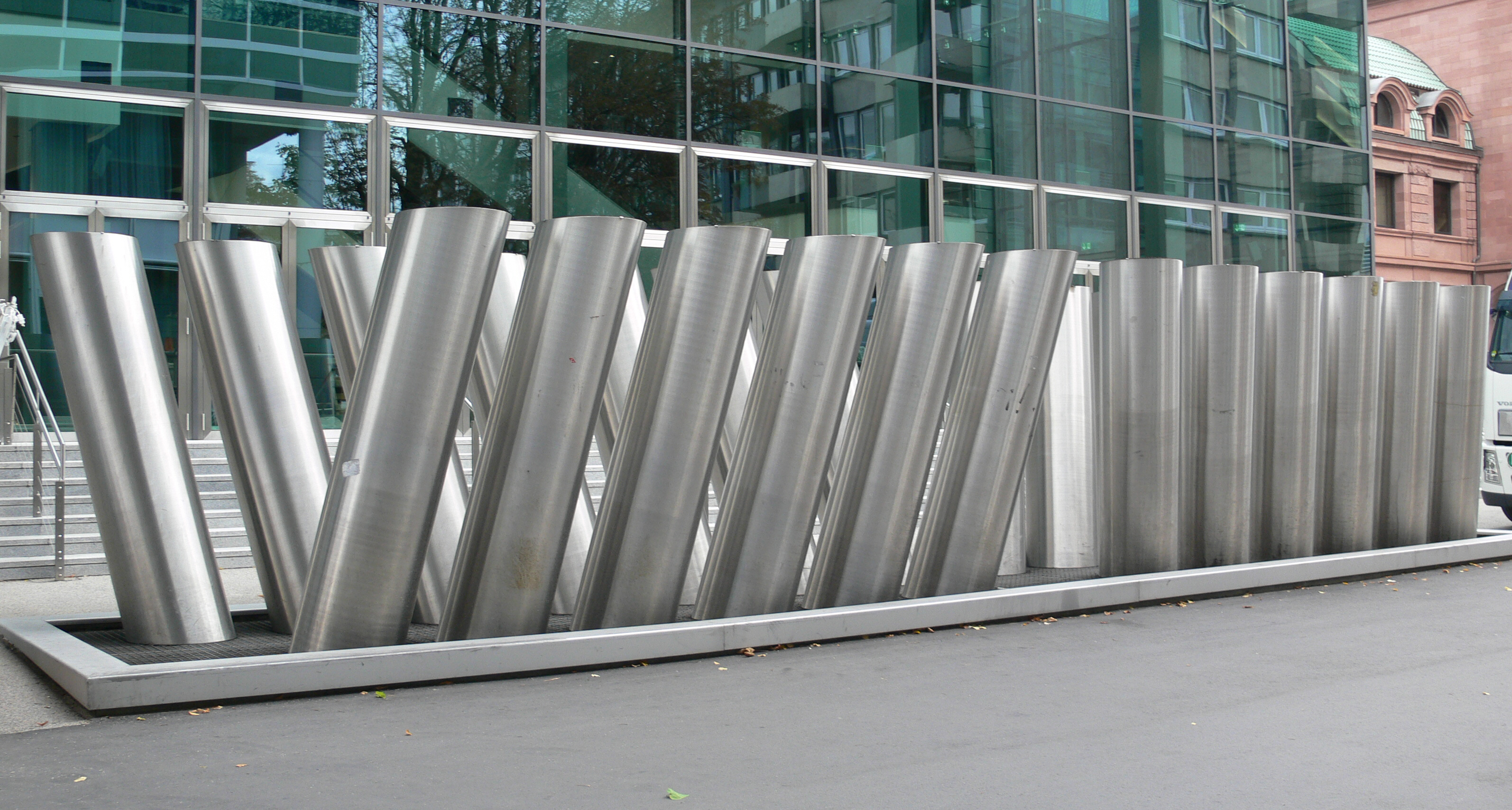
Skulpturprojekt Rosengarten i Mannheim
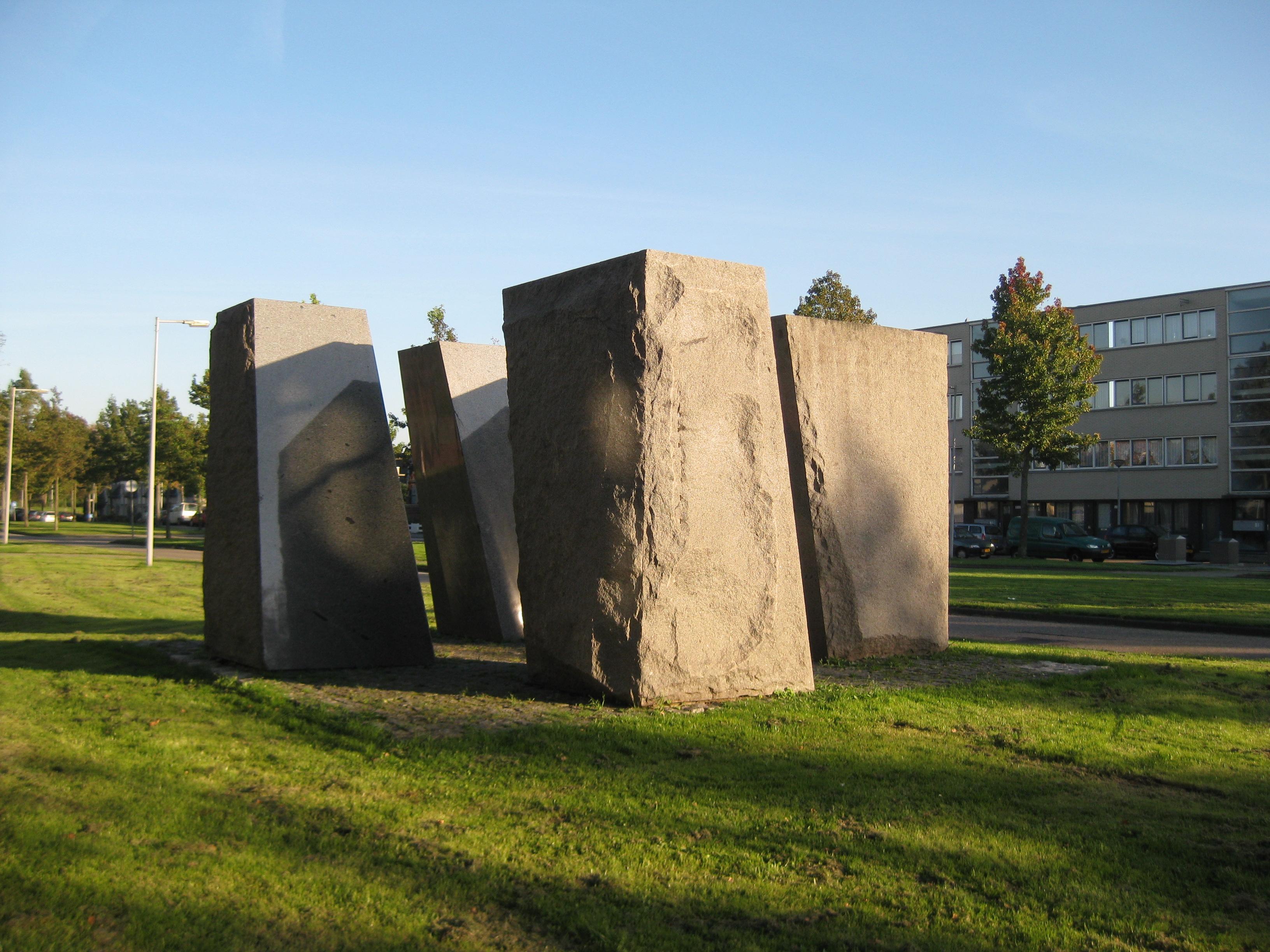
Fyra former i granit i Amsterdam
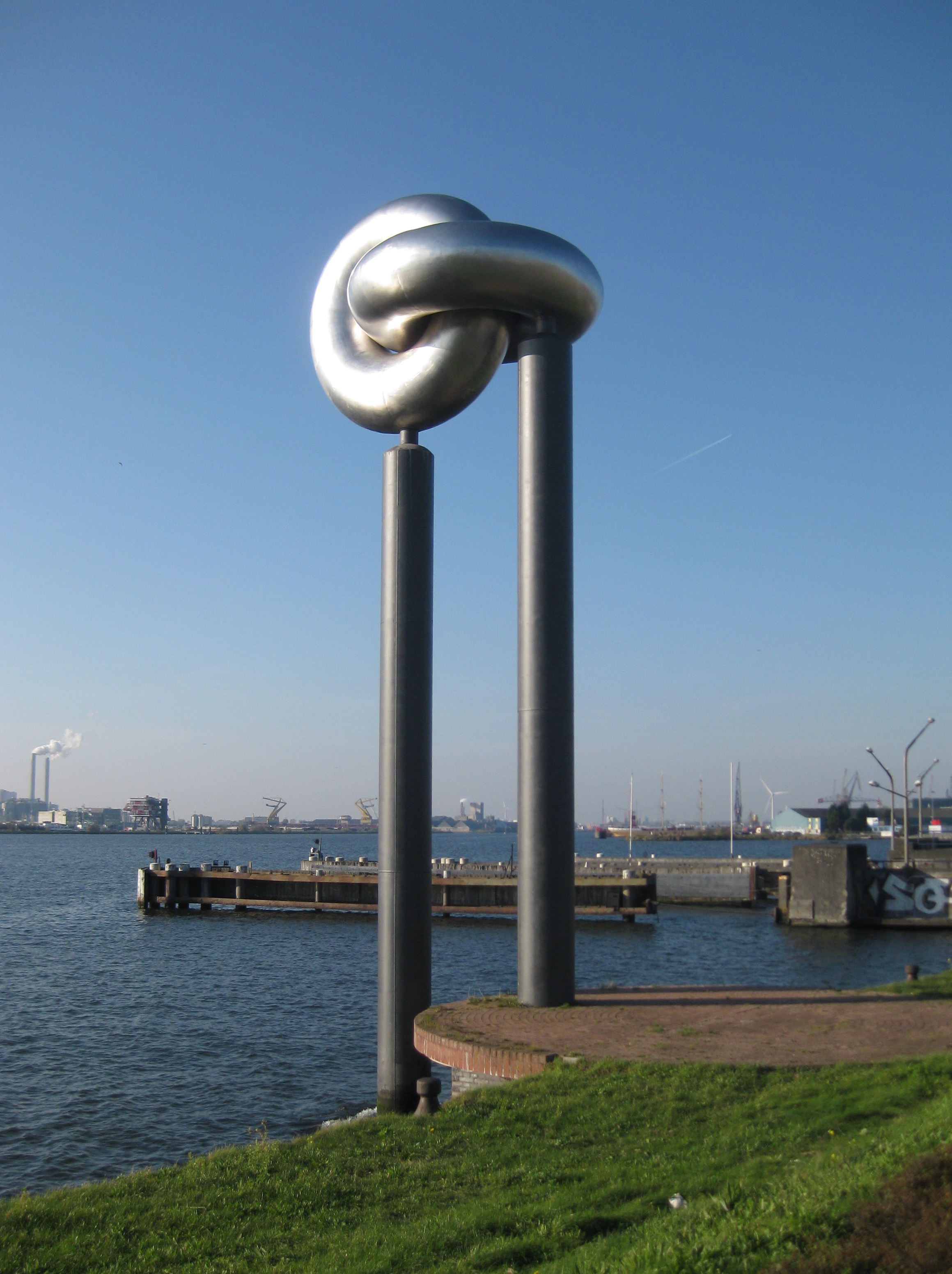
Utan titel vid Distelweg i Amsterdam-Noord